# Peter Sandys-Clarke

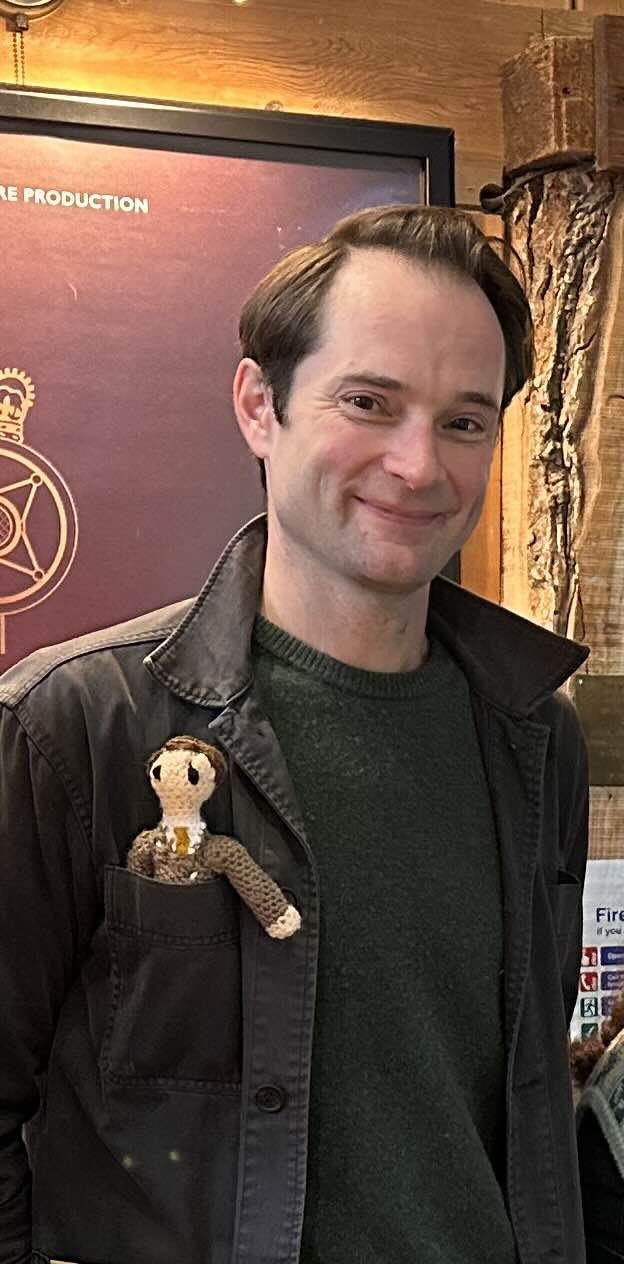
Peter Sandys-Clarke (2024)

Peter Sandys-Clarke (* 11. Juli 1981 in Darlington, County Durham) ist ein britischer Theater-, Film- und Fernsehschauspieler.

## Leben
Sandys-Clarke tritt seit 2008 als Schauspieler in Film und Fernsehen in Erscheinung. Er ist bekannt für seine Darstellung des Edward Burne-Jones in der von BBC2 in 2009 erstausgestrahlten Serie Desperate Romantics, sowie des Lieutenant (später: Major) Anthony Havers in der BBC-Sitcom Ghosts. Sandys-Clarke hatte ebenfalls Rollen in Foyle’s War (als Mark Wilcox), The Play's the Thing, Frankie Howerd: Rather You Than Me, Torchwood, und Bonekickers.
Sandys-Clarkes Großvater war Willward Alexander Sandys-Clarke VC.

## Filmografie
| Jahr      | Titel                                            | Rolle                                     | Anmerkungen             | Folgentitel                                                                      |
| --------- | ------------------------------------------------ | ----------------------------------------- | ----------------------- | -------------------------------------------------------------------------------- |
| 2006      | The Play‘s the Thing                             | Selbst (Peter Sandys-Clarke)              | Dokumentation           | (Staffel 1, Folge 3) Episode #1.3                                                |
| 2006      | Foyle‘s War                                      | Mark Wilcox                               | Fernsehserie (1 Folge)  | (Staffel 4, Folge 2) Bad Blood                                                   |
| 2007      | Torchwood                                        | Tim                                       | Fernsehserie (1 Folge)  | (Staffel 1, Folge 12) Captain Jack Harkness                                      |
| 2008      | Frankie Howerd: Rather You Than Me               | Sheridan                                  | Fernsehfilm             |                                                                                  |
| 2008      | Bonekickers                                      | Silverman                                 | Miniserie (1 Folge)     | (Staffel 1, Folge 5) The Lines of War                                            |
| 2009      | Desperate Romantics                              | Edward „Ned“ Burne-Jones                  | Miniserie (2 Folgen)    | (Staffel 1, Folge 5) Episode #1.5 (Staffel 1, Folge 6) Episode #1.6              |
| 2012      | The Charles Dickens Show                         | Doctor Barnardo                           | Fernsehserie (1 Folge)  | (Staffel 1, Folge 1) The Workhouse                                               |
| 2012      | Notes from the Underground                       | Actor                                     | Drama                   |                                                                                  |
| 2013      | Doctors                                          | Lance Hendry                              | Fernsehserie (1 Folge)  | (Staffel 15, Folge 116) Under Fire                                               |
| 2014      | The Red Line                                     | Neal                                      | Kurzfilm                |                                                                                  |
| 2016      | Indischer Sommer (Originaltitel: Indian Summers) | Captain Roberts                           | Fernsehserie (1 Folge)  | (Staffel 2, Folge 5) Hide and Seek                                               |
| 2017      | The Crown                                        | BBC Producer                              | Fernsehserie (1 Folge)  | (Staffel 2, Folge 5) Marionettes                                                 |
| 2018      | The Royals                                       | Doctor                                    | Fernsehserie (1 Folge)  | (Staffel 4, Folge 2) Confess Yourself to Heaven                                  |
| 2019      | Britannia                                        | Envoy 2                                   | Fernsehserie (1 Folge)  | (Staffel 2, Folge 7) Alliance of Dark Force                                      |
| 2020–2023 | Ghosts                                           | Lieutenant (später: Major) Anthony Havers | Fernsehserie (2 Folgen) | (Staffel 2, Folge 4) Redding Weddy (2020) (Staffel 5, Folge 5) Carpe Diem (2023) |
| 2022      | What‘s love got to do with it?                   | Harry                                     | Film                    |                                                                                  |
| 2023      | Secret Invasion                                  | London Banker                             | Miniserie               | (Staffel 1, Folge 3) Betrayed                                                    |
| 2023      | Napoleon                                         | British Lieutenant                        | Film                    |                                                                                  |
| 2023      | Inside Ghosts                                    | Selbst (Peter Sandys-Clarke)              | Podcast                 | (Staffel 2, Folge 7) A Christmas Gift                                            |
| 2024      | Masters of the Air                               | British Officer #1                        | Miniserie (1 Folge)     | (Staffel 1, Folge 6) Part Six                                                    |

## Theater
Theaterproduktionen, in denen Sandys-Clarke als Schauspieler mitgewirkt hat, sind unter anderem The Letter, Jingo, und Journey’s End (Duke of York's Theatre, als 2Lt Raleigh). Seine Darstellung in Journey’s End wurde in einer Kritik als „faultless“ (deutsch: „fehlerlos“) bezeichnet. Er trat als Freddy in Pygmalion auf und in When We Are Married von J. B. Priestley. Im Jahr 2024 spielte er Bertie in der Produktion des Stücks The King‘s Speech von The Watermill Theatre.
| Jahr | Titel                                               | Rolle                     |
| ---- | --------------------------------------------------- | ------------------------- |
| 2004 | Journey‘s End                                       | Raleigh                   |
| 2007 | The Letter                                          | Withers                   |
| 2008 | Jingo: A Farce of War                               | George                    |
| 2009 | The Browning Version                                | Peter Gilbert             |
| 2009 | The Apple Cart                                      | Sempronius                |
| 2009 | A Daugher‘s A Daughter                              | Jerry                     |
| 2010 | When we are married                                 | Gerald                    |
| 2010 | Pygmalion (Chichester Festival Theatre)             | Freddy                    |
| 2011 | Pygmalion (Garrick Theatre)                         | Freddy                    |
| 2011 | Notes for a young Gentleman–In response to proverbs | Country Gent              |
| 2012 | Dandy Dick                                          | Major Tarver              |
| 2013 | On Approval                                         | George, Duke of Bristol   |
| 2014 | The Notorious Mrs Ebbsmith                          | Sir George/Sir Sandford   |
| 2014 | The Manual Oracle                                   | Mike Lipkin/Ronald Millar |
| 2015 | Before the Party                                    | David Marshall            |
| 2016 | Ross                                                | Ronald Storrs             |
| 2018 | The Importance of being Earnest                     | Jack Worthing             |
| 2022 | Private Lives                                       | Victor Prynne             |
| 2022 | A Touch of Danger                                   | Vincent Crane             |
| 2024 | The King‘s Speech                                   | Bertie                    |

## Weitere Werke

### Drehbücher
| Jahr | Titel                    | Folgen   |
| ---- | ------------------------ | -------- |
| 2012 | The Charles Dickens Show | 4 Folgen |